# James Agee
James Rufus Agee (* 27. November 1909 in Knoxville, Tennessee; † 16. Mai 1955 in New York City, New York) war ein US-amerikanischer Dichter, Journalist, Sozialaktivist, Drehbuchautor und Filmkritiker. Bekannt ist er als Mitautor des Fotobuches Preisen will ich die großen Männer, als einer der einflussreichsten amerikanischen Filmkritiker seiner Generation, als Drehbuchautor der Filmklassiker African Queen und Die Nacht des Jägers sowie als Verfasser des posthum erschienenen, mit dem Pulitzer-Preis geehrten Romanes Ein Todesfall in der Familie.

## Leben und Wirken
Als James Agee sechs Jahre alt war, verunglückte sein Vater Hugh James Agee bei einem Autounfall tödlich. Dieser frühe tragische Verlust spornte ihn zu dem autobiografischen Roman A Death in the Family an, der 1957 postum und in unvollendeter Form veröffentlicht und ein Jahr später mit dem Pulitzer-Preis ausgezeichnet wurde. Seine Schulausbildung verbrachte Agee zum größten Teil in verschiedenen Internaten. Im Anschluss ging er nach Harvard und arbeitete danach als Journalist bei verschiedenen Zeitungen. Neben der journalistischen Alltagsarbeit verfasste er vor allem Buch- und Filmkritiken, die weite Beachtung fanden.
1936 verbrachte Agee im Auftrag des Magazins Fortune einige Monate zusammen mit dem Photographen Walker Evans bei Erntearbeitern in Alabama und schrieb darüber einen Artikel, der allerdings nicht veröffentlicht wurde. Evans und Agee erweiterten den Artikel zu einem Photobuch (Let Us Now Praise Famous Men: Three Tenant Families, 1941), das seither als eines der bedeutendsten photojournalistischen Dokumente zur amerikanischen Depressionszeit gilt.
Agee war von 1942 bis 1948 Filmkritiker der Magazine Time und Nation und arbeitete im Anschluss als freier Journalist und Schriftsteller. 1949 schrieb er im Magazin Life einen ausführlichen Artikel über Stummfilmkomiker wie seinen Freund Charlie Chaplin, Harold Lloyd und Buster Keaton. Agees Lob und Anerkennung für Keaton leitete dessen Wiederentdeckung als bedeutender Komiker in den folgenden Jahrzehnten ein. In den 1950er-Jahren schrieb Agee unter anderem die Drehbücher für die beiden inzwischen zu Hollywood-Klassikern gewordenen Filme African Queen (1951) und Die Nacht des Jägers (1955), nachdem er bereits 1948 die poetischen Zwischenkommentare für den oscarnominierten Dokumentarfilm Einer von den Stillen (The Quiet One) verfasst hatte.
Sein Gedicht "Sure On This Shining Night" wurde mehrfach vertont, unter anderen von Samuel Barber und Morten Lauridsen.
Agee war dreimal verheiratet und hatte vier Kinder, darunter der 1940 geborene Schriftsteller und Übersetzer Joel Agee. James Agee starb mit 45 Jahren an einem Herzinfarkt in einem New Yorker Taxi auf dem Weg zum Arzt.

## Werke (Auswahl)
- 1934: Permit Me Voyage. Gedichte.
- 1941: Let Us Now Praise Famous Men: Three Tenant Families. Sozialreportage. Photos von Walker Evans. Houghton Mifflin, Boston, USA.
  - Preisen will ich die grossen Männer: Drei Pächterfamilien. Aus dem amerikanischen Englischen übersetzt von Karin Graf. Schirmer-Mosel, München 1989, ISBN 3-88814-287-3.
  - Neuauflage: Preisen will ich die großen Männer. Die Andere Bibliothek, Berlin 2013, ISBN 978-3-8477-0344-0.
- 1951: The Morning Watch. Roman.
  - Die Morgenwache. Aus dem amerikanischen Englischen übersetzt von Ruth Malchow. Klett-Cotta, Stuttgart 1964.
- 1957: A Death in the Family. Roman.
  - Ein Schmetterling flog auf. Aus dem amerikanischen Englischen übersetzt von Gerda von Uslar. Nannen, Hamburg 1962.
  - Taschenbuchausgabe: Ein Todesfall in der Familie. Rowohlt, Reinbek bei Hamburg 1991, ISBN 3-499-40086-3.
  - Neuausgabe: Ein Todesfall in der Familie. Überarbeitet von Ingo Herzke.  C.H. Beck, München 2009, ISBN 978-3-406-58388-9.
- 1958: Agee on Film. Filmkritiken von 1942 bis 1948.
- 1960: All the Way Home. Tad Mosels Bühnenadaption von A Death in the Family.
- 1968: The Collected Poems of James Agee.
- 1968: The Collected Short Prose of James Agee.
- 2014: Der Tramp und die Bombe. Der Film, den Chaplin nie drehte.Aus dem amerikanischen Englischen übersetzt von Andrea Stumpf und Sven Koch. Diaphanes Verlag, Zürich, ISBN 978-3-03734-425-5.
- 2014: Da mir nun bewusst wird. Prosa, Skripte, Projekte. Aus dem amerikanischen Englischen übersetzt von Sven Koch und Andrea Stumpf. Diaphanes, Zürich, ISBN 978-3-03734-532-0.

## Auszeichnungen
- 1958: Pulitzer-Preis postum für A Death in the Family

## Filmografie

### Drehbücher nach Vorlagen anderer Autoren
- 1951: African Queen (The African Queen) – Regie: John Huston – Drehbuch von Agee und Huston nach einem Roman von C. S. Forester
- 1955: Die Nacht des Jägers (The night of the hunter) – Regie: Charles Laughton – Drehbuch von Agee nach einem Roman von David Grubb

### Verfilmungen eigener Werke
- 1962: Ein Schmetterling flog auf (All the way home) – Regie: Alex Segal – nach dem gleichnamigen Roman